# José Maria Larocca
José Maria Larocca (ur. 1 stycznia 1969 w Wettingen) – argentyński jeździec sportowy. Trzykrotny uczestnik letnich igrzysk olimpijskich (Pekin 2008, Londyn 2012, Rio de Janeiro 2016).

## Sukcesy sportowe
Srebrny medalista igrzysk panamerykańskich w konkurencji skoków indywidualnych (Lima 2019). Podczas konkursu skoków drużynowych rozegranych na letnich igrzyskach olimpijskich w Rio de Janeiro (2016) zajął 10. miejsce. 